# Фуриналия
 Фуриналия (на латински: Furrinalia; Furinalia) е религиозен празник (feriae publicae dies) в Древен Рим на 25 юли в чест на богинята Фурина (Furrina).